# Mount Craddock
Der Mount Craddock ist mit einer Höhe von 4368 Metern der neunthöchste Berg der Antarktis. Er befindet sich in der Sentinel Range in der Westantarktika. Die Erstbesteigung erfolgte im Januar 1992.
Der Name Mount Craddock wurde im Jahr 1965 vom Advisory Committee on Antarctic Names vorgeschlagen. Er wurde nach dem US-amerikanischen Geologen John Campbell Craddock (1930–2006) benannt, der in den Jahren 1962 bis 1963 im Auftrag der University of Minnesota eine Expedition leitete, die geologische und kartografische Untersuchungen der Heritage Range und des Ellsworthgebirges zum Gegenstand hatte.